# Bray Wyatt
Windham Lawrence Rotunda (n. 23 mai 1987, Brooksville⁠(d), Florida, SUA – d. 24 august 2023, Clermont⁠(d), Florida, SUA) a fost un wrestler american care a  lucrat pentru WWE în marca SmackDown, sub numele de "The Fiend" Bray Wyatt, unde a fost campion Universal.
Din 2009, a luptat atât în WWE cât și în teritoriul său de dezvoltare, Florida Championship Wrestling (FCW) ca Husky Harris, Axel Mulligan și Duke Rotundo.
În realizările sale, a câștigat de două ori Campionatul Tag Team din FCW, împreună cu fratele său, Bo Dallas.

## Cariera

### World Wrestling Entertainment / WWE (2013–2023)

#### 2013
Pe 27 mai, la Raw, au început să se difuzeze videoclipuri cu promovarea debutului Familiei Wyatt în WWE. Aceste filme se difuzau în fiecare săptămână de Raw până pe 8 iulie, când Bray și familia Wyatt au debutat prin atacarea lui Kane. În următoarele săptămâni, a continuat să atace luptători în timpul sau la sfârșitul luptelor. Acest lucru a făcut sa se organizeze un meci ''Ring of Fire'' intre Kane și Wyatt la SummerSlam, unde Wyatt l-a învins pe Kane și,după meci, l-a atacat alături de Rowan și Harper din nou. În următoarele săptămâni, Wyatt a început tăierea promo-urilor în cazul în care el a spus că vor cade unul câte unul din victimele lor, începând cu Kofi Kingston , pe care l-a înfrânt în Battleground. În noiembrie, echipa lui a început să-l atace pe Daniel Bryan si CM Punk, începind un feud cu ambii. La Survivor Series , s-a convenit o lupta intre Familia Wyatt împotriva lui CM Punk si Daniel Bryan în care au
câștigat Punk și Bryan. Din nou s-a convenit o lupta pentru Wyatt la TLC: Tables, Ladders & Chairs , dar de data asta era împotriva lui Daniel Bryan într-o lupta în dezavantaj în care Wyatt a ieșit victorios împotriva lui Bryan. Pe 30 decembrie, la Raw, Familia Wyatt se confruntă din nou cu Bryan, în cazul în care Bryan l-a învins pe Luke Harper (prin pinfall), pe Erick Rowan (roll-up) și pe Bray Wyatt prin descalificare. După lupte, Bryan s-a alăturat Familiei Wyatt.

#### 2014
Pe 6 ianuarie, la un house show, a fost prezentat Daniel Bryan ca membru oficial al Familiei Wyatt, unde a făcut echipă cu Erick Rowan & Luke Harper împotriva lui Rey Mysterio & The Usos unde au fost  învinși și pe 13 ianuarie s-a programat o luptă în care el și Bryan au făcut echipă împotriva fraților Uso, dar au fost învinși. Dar în aceeași zi, au luptat din nou împotriva lui Uso într-un Steel Cage Match, unde din nou au fost învinși. După lupta cu gemeni Uso, Wyatt a vrut să-i dea o pedeapsă lui Bryan dar Bryan a atacat toți membrii Wyatt, în special pe propiul Bray Wyatt. La Royal Rumble, Wyatt la învins pe Bryan, și mai târziu în cadrul evenimentului, distragerea  atenției a Familiei Wyatt la costat pe John Cena lupta pentru Campionatul Mondial de Greutate al WWE împotriva lui Randy Orton.
În episodul din 27 ianuarie Raw, Familia Wyatt la atacat Bryan, Cena și Sheamus în timpul unei lupte de calificare pentru WWE Elimination Chamber împotriva lui The Shield, astfel oferindu-i echipei lui Bryan victoria prin descalificare și costându-l pe The Shield șansa de a intra în luptă în Camera Eliminari. O luptă între cele două trio-uri a fost programată pentru eveniment. Familia Wyatt a câștigat lupta de la Elimination Chamber, după dezactivarea lui Dean Ambrose în tribune și aruncându-l pe Seth Rollins prin masa comentatorilor, înainte de a-l acoperi pe Roman Reigns. Mai târziu au intervenit în Camera Eliminari atacândul pe John Cena în lupta programată între Cena împotriva lui Randy Orton, Daniel Bryan, Sheamus, Cesaro și Christian pentru Campionatul Mondial din WWE, începând astfel o rivalitate cu John Cena.
La WrestleMania XXX a fost programata o lupta între el și Cena unde Cena a ieșit victorios din întâlnire.
La Extreme Rules, Wyatt l-a învins pe Cena într-un Steel Cage Match, după repetate interferențe din restul Familiei Wyatt și un copil demonic. Rivalitatea lui Cena cu Wyatt a continuat cu un Last Man Standing Match la Payback. În pay-per-view, Cena la prins pe Wyatt sub mai multe cutii de echipamente pentru a câștiga lupta și a pune capăt rivalitati. În episodul din 13 iunie, SmackDown, Wyatt l-a învins pe Dean Ambrose pentru a se califica în meciul cu scari ''Money In Ghencea Bank''  pentru  Campionatul Mondial WWE la Money in the Bank, castigat de John Cena. În noaptea următoare la Raw, Familia Wyatt l-a atacat pe Chris Jericho, care făcea întoarcerea sa, asta a condus la lupte între Wyatt și Jericho la Battleground, unde a pierdut lupta, după ce Jericho i-a aplicat un "spărgător de coduri", cu toate acestea, la SummerSlam Wyatt se confrunta din nou cu Jericho câștigând Wyatt lupta. Apoi, a existat o lungă perioadă de inactivitate, dar a emis promo-uri, în primul rând, despărțirea de Harper și Rowan, sfârșind astfel Familia Wyatt iar întoarcerea lui a avut loc la Hell in a Cell, pe 26 octombrie, intervenind în lupta dintre Dean Ambrose și Seth Rollins atacându-l pe Ambrose și ajutându-l pe-Rollins pentru a câștiga meciul. S-a programat o luptă între Wyatt și Ambrose la evenimentul Survivor Series, în care Bray a ieșit învingător prin descalificare după ce Ambrose l-a lovit cu un scaun de metal, Bray a avut revanșa cu Dean Ambrose la TLC , câștigând meciul cu o ''Sister Abigail'' după ce Ambrose a fost ars în față cu un monitor.

#### 2015
Pe 9 ianuarie, la SmackDown, Bray Wyatt și-a anunțat participarea la Royal Rumble Match, fiind cel care a durat mai mult timp în ring, 47:29 de minute, dar a fost eliminat de Kane și Big Show. Pe 20 ianuarie, la Main Event, la învins pe Jack Swagger. 
Din luna ianuarie a apărut în videoclipuri pe săptămână făcând aluzie la Undertaker, Bray Wyatt s-a numit el însuși "noua față a terorii". El s-a întors pe 22 februarie la Fastlane, pentru al provoca pe Undertaker la WrestleMania 31, care pe 9 martie accepta provocarea cu tradiționalul "Rest In Peace". În cele din urmă, a fost învins de către Undertaker la WrestleMania 31. Această luptă a mărit seria la 22-1 . 
După o lună de absență a fost implicat într-un mic conflict cu Ryback , care a fost "chemat" în mesaje criptice în promo-uri, ambii s-au confruntat la Payback, Bray a ieșit victorios.
În Bani În Bancă, a intervenit în meciul pentru servieta atacându-l pe Roman Reigns prin aplicarea unui Sister Abigail, începând astfel o nouă rivalitate.
La Battleground a reușit să-l învingă cu ajutorul fostului său discipol Luke Harper, care a intervenit în meci aplicându-i un "superkick" lui Reigns. A doua zi, la Raw, au venit pentru a forma Familia Wyatt, de data aceasta ca o echipă de tag, deși Eric Rowan era accidentat, în următoarele săptămâni, a continuat să-l bântuie pe Roman, deși acesta a apelat la ajutorul lui Dean Ambrose.
Din aceasta cauză, a fost acordat un meci la SummerSlam, în care Bray și Luke au fost învinși. În următorul episod din Raw, ei și-au continuat rivalitatea cu foștii membri a lui The Shield, dar de data aceasta a venit în ajutorul său cineva care Bray numea "Oaia Neagră": un luptător de mare înălțime numit Braun Strowman , care s-a alăturat Familiei Wyatt după atacul distrugându-i pe Roman Reigns și Dean Ambrose.
Ulterior, a intermediat o ultima bătălie între Familia Wyatt și echipa Roman Reigns și Dean Ambrose la Noaptea Campionilor, în care aceștia trebuiau să își găsească un al treilea partener pentru a face față lui Strowman. În cadrul evenimentului, Harper și Strowman a reușit victoria. La Raw următor, în timp ce-i ataca pe Reigns și Ambrose, Randy Orton și-a făcut întoarcerea, atacând Familia Wyatt și alăturându-se lui Reigns și Ambrose, intre cei trei au reușit să învingă Familia Wyatt și au fost primii în al scoate pe Braun Strowman din ring.
La Noaptea Campionilor a avut loc o luptă pe echipe între Familia Wyatt împotriva lui Reigns, Ambrose și un partener surpriză, care s-a dovedit a fi Chris Jericho. Familia Wyatt a câștigat datorită lui Braun Strowman, aplicându-i finisherul.
Ulterior, Reings, la provocat pe Bray la un meci Iadul în Cusca la Hell in a Cell, în care Reigns îl învingea pe Bray. În același eveniment, după dura lupta dintre Brock Lesnar și The Undertaker, Familia Wyatt la atacat și răpit pe Undertaker. A doua zi la Raw, Familia Wyatt luată în derâdere ceea ce s-a întâmplat cu Undertaker, dar Kane a venit să-i confrunte, dar a fost, de asemenea, atacat și răpit.
Bray Wyatt a "absorbit puterile supranaturale a lui Undertaker și Kane," Frați Distrugeri au revenit și s-au confruntat cu Familia Wyatt la Survivor Series. În acest eveniment, Undertaker și Kane au reușit victoria asupra lui Wyatt și Harper.
După ce au avut o rivalitate cu The Dudley Boyz, care au fost însoțiți de Tommy Dreamer și Rhyno de oare ce s-a programat o luptă la TLC sub o Elimination Tables Match în care Familia Wyatt a câștigat. A doua zi, la Raw au avut o nouă întâlnire, de această dată într-un Extreme Rules Match , unde au câștigat din nou.

#### 2016
Pe 4 ianuarie la Raw, Familia Wyatt și-a confirmat participarea la Royal Rumble, împreună cu alți luptători. În astfel de eveniment, Wyatt se confruntă cu Brock Lesnar, dar cu ajutorul Familiei Wyatt, au reușit să-l elimine (în ciuda faptului că Rowan, Strowman și Harper au fost eliminați de Lesnar).
Mai târziu, a început un atac în mod individual asupra lui Kane, Ryback și Big Show, așa că s-a programat o lupta între Familia Wyatt împotriva lui Big Show, Kane și Ryback la Fastlane, un eveniment în care au fost învinși. A doua zi la Raw, a învins din cauza unei trădări din partea lui Ryback.
Pe 3 martie, la Smackdown, Wyatt a anunțat că îl va întâlni pe Brock Lesnar la Roadblock. La Roadblock, Wyatt trebuia să se înfrunte doar cu Lesnar, dar a fost adăugat Harper într-un 2-1 Handicap Match, unde a pierdut în ciuda faptului că doar Harper a luptat împotriva lui Brock Lesnar și Wyatt nu a intervenit nici s-a alăturat în lupta. După aceasta, Wyatt a fost inactiv din cauza unei accidentări la spate.
La WrestleMania 32, Familia Wyatt a avut o confruntare cu The Rock, care a avut o apariție specială. După aceasta, s-a programat o luptă între Rock și Erick Rowan în acea clipă, o luptă care a pierdut Rowan în doar șase secunde, marcând record de lupta ce-a mai scurta de la WrestleMania. După meci, Familia Wyatt a încercat să-l atace Rock, dar în ajutorul lui, John Cena a făcut întoarcerea pentru a-l ajuta pe Rock.
A doua zi, i-au atacat pe ''Liga Națiunilor'' după ce la-u trădat pe King Barrett unde Wyatt ia aplicat o Sister Abigail lui Sheamus. S-a confirmat ulterior că, Wyatt s-a accidentat genunchiul drept, după o luptă cu Roman Reigns la un house show, așa că va fi absent pentru o perioadă nedeterminată de timp.
Pe 20 iunie la Raw, si-a făcut întoarcerea lângă Familia Wyatt (Rowan și Strowman) să se confrunte cu The New Day.
Pe 19 iulie la SmackDown, a fost trimis împreună cu Rowan la SmackDown în timp ce Strowman a fost trimis la Raw. În Battleground, i-a învins pe New Day fiind asta, ultima luptă a Familiei Wyatt. Pe 26 iulie, la SmackDown, a fost introdus într-un Six-pack Challenge Match pentru aspirantul numarul 1 la Campionatul Mondial din WWE la SummerSlam, în care au mai participat Apollo Crews, Baron Corbin, Dolph Ziggler, AJ Styles și John Cena fiind Ziggler câștigătorul.
Pe 2 August, la SmackDown, la provocat pe Dolph Ziggler pentru o luptă pentru aspirantul numarul 1, care a avuse loc la Raw. În aceeași noapte, fusese învins de Ziggler, care a continuat să fie aspirantul la titlu. După luptă, Erick Rowan i-a atacat pe Ambrose și Ziggler, revenind Familia Wyatt. Pe 9 August la SmackDown, Wyatt și Rowan au fost învinși de Ziggler și Ambrose. Pe 16 August, la SmackDown, la însoțit pe Rowan în lupta lui cu Ambrose, dar Rowan a fost învins. Pentru aceasta, Bray a fost îndepărtat de Rowan, aceasta însemnand dizolvarea completă a Familiei Wyatt. Pe 23 August, la SmackDown, a venit să se confrunte cu Randy Orton. Pe 30 August, la SmackDown, a fost întrerupt de Orton, în cazul în care ambii au decis să lupte la Backlash.
La Backlash, la atacat pe Orton înainte de a lupta cu el așa că nu putea lupta și a fost înlocuit de Kane într-un No holds Barred Match. În timpul luptei, Orton a mers sa-l atace pe Wyatt cu un RKO, oferindui victoria lui Kane. Pe 13 septembrie, la confruntat pe Orton apoi a fost atacat de Erick Rowan, dar acesta i-a aplicat un RKO lui Rowan.
Pe 25 octombrie la SmackDown, Orton a intervenit într-un meci fără descalificări între Wyatt și Kane trădândul pe Kane aplicândul un RKO și devenind heel. Apoi s-a aflat că Orton se va alătura Familiei Wyatt. După asta s-a anunțat că Wyatt și Orton vor face parte din Team SmackDown la Survivor Series. La Survivor Series, Team SmackDown au învins Team Raw fiind Wyatt și Orton unici supraviețuitori. 
La TLC, Wyatt și Orton i-au învins pe Heath Slater și Rhyno câștigând titlurile pe echipe din SmackDown. Pe 27 decembrie la SmackDown au pierdut centurile în fața lui American Alpha într-un Fatal 4-Way Elimination Match din care au mai făcut parte Heath Slater & Rhyno și The Usos.

#### 2017
În drum spre Royal Rumble, Wyatt și-a anunțat participarea alături de Luke Harper și Randy Orton. La eveniment Wyatt a fost penultimul eliminat, fiind eliminat de către Roman Reigns. După asta, Wyatt a fost inclus într-un Elimination Chamber match la Elimination Chamber pentru centura WWE. Pe 12 februarie la eveniment i-a învins pe John Cena, AJ Styles, Dean Ambrose, The Miz și Baron Corbin câștigând centura WWE, fiind aceasta prima sa centura în WWE în mod individual.

## Campionate
- Florida Championship Wrestling
  - FCW Florida Tag Team Championship (de 2 ori) cu Bo Dallas
- World Wrestling Entertainment
  - WWE Championship (1 dată)
  - WWE Universal (1 dată)
  - SmackDown Tag Team Championship (1 dată) cu Randy Orton si Luke Harper
  - Raw Tag Team Championship (1 dată) cu Matt Hardy

## Legături externe
Materiale media legate de Bray Wyatt la Wikimedia Commons